# Sjekač
Sjekač ili dlijeto je ručni rezni alat za sječenje, a to je postupak kojim se jedan dio materijala odsijeca ili odvaja od ostatka materijala. Potrebna sila za odvajanje se postiže udarcima čekića. Zavisno od materijala koji se obrađuje bira se sjekač koji ima odgovarajući kut klina β sjekača, potrebnu duljinu i širinu.

## Sjekač za metal ili kovine
Kut klina sjekača za metal dobije se brušenjem oštrice sjekača na brusnoj ploči, a kontrola se izvodi pomoću mjerila kuta oštrenja alata. Glavni dijelovi sjekača su oštrica sjekača, tijelo sjekača i glava sjekača (mjesto gdje udara čekić). Kut klina sjekača:
- meki metali od 30˚ do 35˚;
- meki čelik od 50˚ do 60˚;
- tvrdi čelik od 60˚ do 70˚.

### Podjela
Vrste sjekača prema namjeni:
- plosnati sjekač služi za sječenje limova i profila i za odvajanje materijala;
- križni sjekač služi za izradu utora i skidanje debljih slojeva;
- sjekač za utore s poluokruglom oštricom služi za izradu utora u ležajnim blazinicama, udubljenjima i slično;
- lučni sjekač ima oštricu u obliku luka i služi za sječenje lima na ploči i za kružna usijecanja u limu;
- polukružni sjekač služi za isijecanje kružnih površina iz lima.[1]

### Kutovi na reznom alatu
Kutovi na reznom alatu određuju položaj rezne oštrice, odnosno položaj prednje i stražnje površine reznog dijela alata. Označavanje kutova je grčkim slovima:
- γ – prednji ili grudni kut; između prednje površine alata i osnovne ravnine; pri većem kutu povoljnije odvođenje čestica, ali slabija oštrica; veličina grudnog kuta uvjetuje nastanak i vrstu strugotine;
- β – kut klina; između prednje i stražnje površine; pri manjem kutu lakše prodiranje u materijal, ali istovremeno slabija oštrica;
- α – stražnji ili leđni kut; između stražnje površine alata i obrađene površine (tangenta); uvijek veći od nule da se smanji trenje. Za kutove na reznom alatu vrijedi: α + β + γ = 90º.
- δ – kut rezanja je zbroj kuta klina i leđnog kuta;
- ε – vršni kut; između glavne i pomoćne oštrice; uvijek se mjeri na prednjoj površini alata;
- κ – kut namještanja glavne oštrice; između glavne oštrice i površine obratka u smjeru obrade;
- λ – kut nagiba oštrice ili kut odvođenja strugotine.[2]

#### Kut klina
Kut klina β je kut koji zatvaraju leđna i grudna površina alata. Kut klina zavisi o materijalu koji se obrađuje i postupku obrade. Ako je manji kut klina, pri normalnom leđnom kutu, za prodiranje reznog alata je potrebna manja sila. Kut klina može biti utoliko manji, ako je materijal predmeta mekši. Ako je kut klina previše mali dolazi do loma materijala oštrice alata. Podaci o veličini kuta klina mogu se naći u odgovarajućim tablicama, a za pojedini postupak obrade. 

#### Leđni kut
Leđni kut α je kut između leđne površine reznog alata i obrađene površine predmeta obrade. Ako bi on iznosio 0˚, leđna površina reznog alata dirala bi obrađenu površinu predmeta obrade, što bi dovodilo do velikog trenja, a time i zagrijavanja oštrice alata koja bi izgubila svoju tvrdoću i trajnost. Veličina leđnog kuta mora osigurati slobodno rezanje alata. Kod obrade tvrdih materijala pojava trenja je manja, pa se za njih uzimaju manji leđni kutovi, a veći kutovi klina.

## Čoper
Čoper (engl. chopper: sjekač) je jedno od najprimitivnijih paleolitičkih (starije kameno doba) oruđa, kod kojega je sječivo dobiveno jednostranim (eng. chopper) ili dvostranim (eng. chopping tool) okresivanjem jednoga kraja oblutka. Služio je u različite svrhe, najčešće za drobljenje i cijepanje tvrđih materijala (kost, drvo).